# Guntschacher Au
Guntschacher Au este o arie protejată (arie specială de conservare — SAC, sit de importanță comunitară — SCI, arie de protecție specială avifaunistică — SPA) din Austria întinsă pe o suprafață de 53 ha, integral pe uscat.

## Localizare
Centrul sitului Guntschacher Au este situat la coordonatele 46°32′51″N 14°20′36″E / 46.5475°N 14.3433°E.

## Înființare
Situl Guntschacher Au a fost declarat sit de importanță comunitară în mai 2006 pentru a proteja 43 de specii de animale. Alte tipuri de protecție:
- arie de protecție specială avifaunistică (în mai 2006)[2]
- arie specială de conservare (în septembrie 2009)[1][3][4]

## Biodiversitate
Situată în ecoregiunea alpină, aria protejată conține 3 habitate naturale: Lacuri eutrofice naturale cu vegetație de tip Magnopotamion sau Hydrocharition, Liziere de ierburi înalte hidrofile de câmpie și de nivel montan până la alpin, Păduri aluvionare cu Alnus glutinosa și Fraxinus excelsior (Alno-Padion, Alnion incanae, Salicion albae).
La baza desemnării sitului se află mai multe specii protejate:
- păsări (34): lăcar-de-mlaștină (Acrocephalus palustris), lăcar-de-lac (Acrocephalus scirpaceus), pescăruș albastru (Alcedo atthis), stârc cenușiu (Ardea cinerea), stârc roșu (Ardea purpurea), rață-cu-cap-castaniu (Aythya ferina), rața moțată (Aythya fuligula), rață roșie (Aythya nyroca), buhai de baltă (Botaurus stellaris), buha (Bubo bubo), chirighiță neagră (Chlidonias niger), erete de stuf (Circus aeruginosus), ciocănitoare neagră (Dryocopus martius), egretă albă (Egretta alba), egretă mică (Egretta garzetta), presură de stuf (Emberiza schoeniclus), șoim călător (Falco peregrinus), lișiță (Fulica atra), găinușă de baltă (Gallinula chloropus), stârc pitic (Ixobrychus minutus), sfrâncioc roșiatic (Lanius collurio), Larus michahellis, pescăruș râzător (Larus ridibundus), ferestrașul mare (Mergus merganser), gaia neagră (Milvus migrans), stârc de noapte (Nycticorax nycticorax), grangur (Oriolus oriolus), vultur pescar (Pandion haliaetus), ciocănitoare verzuie (Picus canus), corcodel mare (Podiceps cristatus), cresteț pestriț (Porzana porzana), cristei de baltă (Rallus aquaticus), corcodel mic (Tachybaptus ruficollis), fluierar de mlaștină (Tringa glareola)
- amfibieni (2): izvoraș-cu-burta-galbenă (Bombina variegata), Triturus carnifex
- mamifere (2): castor (Castor fiber), liliacul mic cu potcoavă (Rhinolophus hipposideros)
- nevertebrate (2): Euplagia quadripunctaria, Vertigo moulinsiana
- pești (3): lostriță (Hucho hucho), boarță (Rhodeus amarus), babușcă de tur (Rutilus virgo)

Pe lângă speciile protejate, pe teritoriul sitului au mai fost identificate 8 specii de plante, 9 specii de păsări, 3 specii de amfibieni, 7 specii de mamifere, 2 specii de pești, 4 specii de reptile.